# 23477 Wallenstadt
23477 Wallenstadt este un asteroid din centura principală de asteroizi.

## Descriere
23477 Wallenstadt este un asteroid din centura principală de asteroizi. A fost descoperit pe 18 noiembrie 1990 la Observatorul La Silla de Eric Walter Elst. Asteroidul prezintă o orbită caracterizată de o semiaxă mare de 2,69 ua, o excentricitate de 0,12 și o înclinație de 12,5° în raport cu ecliptica.